# Профиль Эйнасто
Профиль Эйнасто (также модель Эйнасто) — математическая функция, описывающая зависимость плотности {\displaystyle \rho } сферической звёздной системы от расстояния {\displaystyle r} до её центра. Модель была предложена астрономом Яаном Эйнасто в 1963 году на конференции в Алма-Ате.

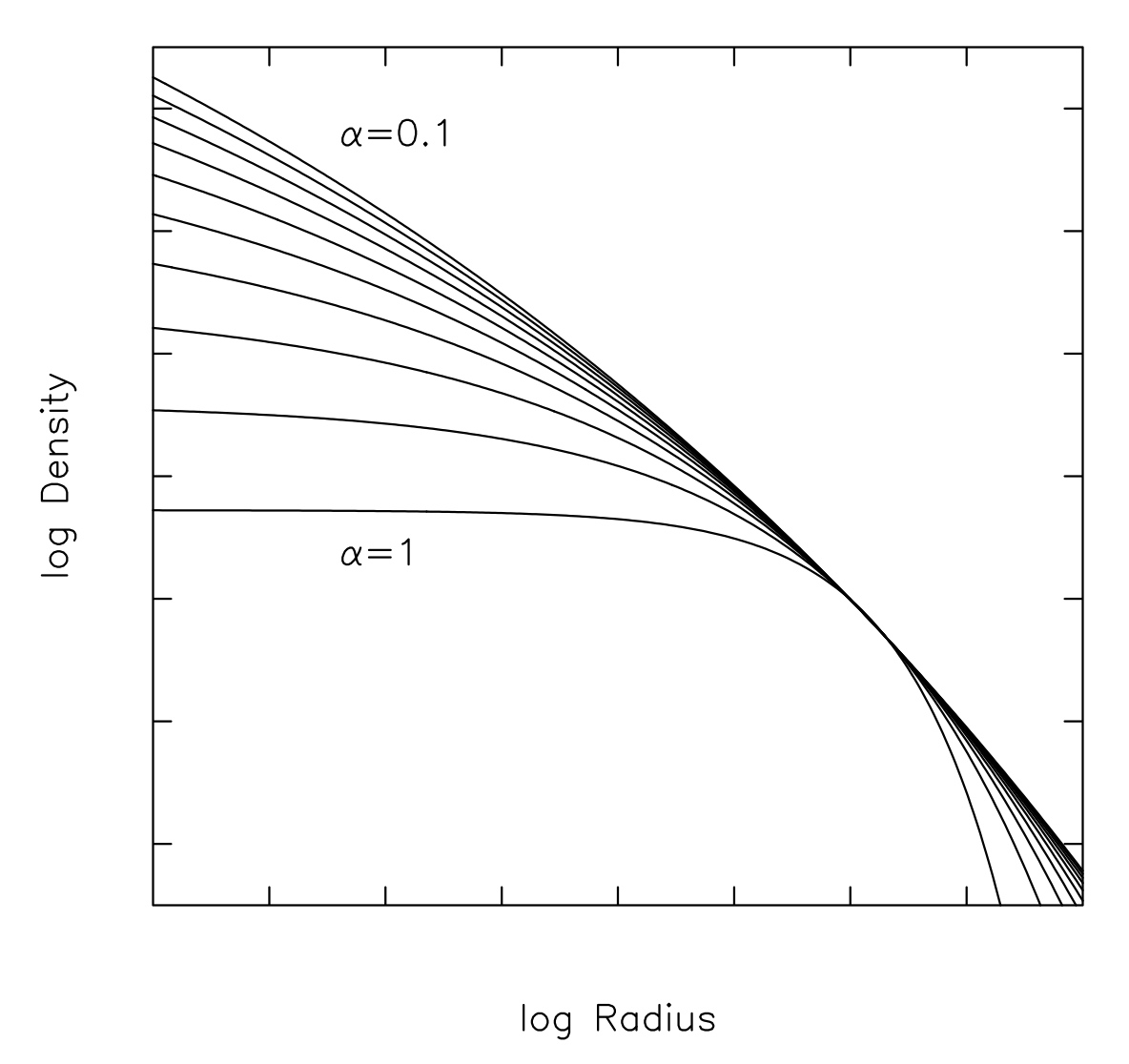
Профили Эйнасто при различных значениях

Профиль Эйнасто имеет вид
{\displaystyle \rho (r)\propto \exp {(-Ar^{\alpha })}.}
Параметр {\displaystyle \alpha } показывает степень кривизны профиля, что можно видеть при построении зависимости при логарифмическом масштабе осей:
{\displaystyle d\ (\log \rho )/d\ (\log r)\propto -r^{\alpha }.}
Чем больше значение {\displaystyle \alpha }, тем сильнее изменяется наклон графика с увеличением радиуса. Закон Эйнасто можно рассматривать как обобщение степенного закона {\displaystyle \rho \propto r^{-N}}, имеющего постоянный наклон при построении графика в логарифмическом масштабе осей.
Профиль Эйнасто имеет сходную математическую форму с законом Серсика, применяемым для описания распределения поверхностной яркости галактик.

Модель Эйнасто применялась для описания различных систем, включая галактики и гало тёмной материи. 